# Ekwador na Letnich Igrzyskach Olimpijskich 1976
Ekwador na Letnich Igrzyskach Olimpijskich 1976 reprezentowało 5 zawodników. Był to czwarty start reprezentacji Ekwadoru na letnich igrzyskach olimpijskich. 

## Reprezentanci

### Judo
Mężczyźni
| Zawodnik          | Konkurencja | 1/32             | 1/16             | 1/8              | Ćwierćfinał      | Półfinał         | Finał            | Finał   |
| Zawodnik          | Konkurencja | Przeciwnik Wynik | Przeciwnik Wynik | Przeciwnik Wynik | Przeciwnik Wynik | Przeciwnik Wynik | Przeciwnik Wynik | Miejsce |
| ----------------- | ----------- | ---------------- | ---------------- | ---------------- | ---------------- | ---------------- | ---------------- | ------- |
| Enrique del Valle | 63 kg       | Delvingt P       | NQ               | NQ               | NQ               | NQ               | NQ               | NQ      |
| Jhonny MacKay     | 70 kg       | Strático P       | NQ               | NQ               | NQ               | NQ               | NQ               | NQ      |

### Skoki do wody
Mężczyźni
| Zawodnik      | Konkurencja | Etap         | Skok 1 | Skok 1 | Skok 2 | Skok 2 | Skok 3 | Skok 3 | Skok 4 | Skok 4 | Skok 5 | Skok 5 | Skok 6 | Skok 6 | Skok 7 | Skok 7 | Skok 8 | Skok 8 | Skok 9 | Skok 9 | Skok 10 | Skok 10 | Razem  | Razem |
| Zawodnik      | Konkurencja | Etap         | Pkt.   | Msc.   | Pkt.   | Msc.   | Pkt.   | Msc.   | Pkt.   | Msc.   | Pkt.   | Msc.   | Pkt.   | Msc.   | Pkt.   | Msc.   | Pkt.   | Msc.   | Pkt.   | Msc.   | Pkt.    | Msc.    | Pkt.   | Msc.  |
| ------------- | ----------- | ------------ | ------ | ------ | ------ | ------ | ------ | ------ | ------ | ------ | ------ | ------ | ------ | ------ | ------ | ------ | ------ | ------ | ------ | ------ | ------- | ------- | ------ | ----- |
| Nelson Suárez | wieża 10 m  | Kwalifikacje | 31,20  | 24.    | 35,10  | 22.    | 36,60  | 20.    | 33,0   | 24.    | 49,59  | 14.    | 49,59  | 19.    | 32,43  | 25.    | 51,03  | 20.    | 51,03  | 14.    | 17,01   | 25.     | 386,58 | 25.   |
| Nelson Suárez | wieża 10 m  | Finał        | NQ     | NQ     | NQ     | NQ     | NQ     | NQ     | NQ     | NQ     | NQ     | NQ     | NQ     | NQ     | NQ     | NQ     | NQ     | NQ     | NQ     | NQ     | NQ      | NQ      | NQ     | NQ    |

### Pływanie
Mężczyźni
| Zawodnik      | Konkurencja      | Eliminacje | Eliminacje | Półfinał | Półfinał | Finał   | Finał   |
| Zawodnik      | Konkurencja      | Czas       | Miejsce    | Czas     | Miejsce  | Czas    | Miejsce |
| ------------- | ---------------- | ---------- | ---------- | -------- | -------- | ------- | ------- |
| Jorge Delgado | 100 m dowolnym   | 53,91      | 24.        | NQ       | NQ       | NQ      | NQ      |
| Jorge Delgado | 200 m dowolnym   | 1:54,23    | 14.        | —        | —        | NQ      | NQ      |
| Jorge Delgado | 100 m motylkowym | 56,79      | 12. Q      | 56,91    | 14.      | NQ      | NQ      |
| Jorge Delgado | 400 m motylkowym | 2:01,70    | 4. Q       | —        | —        | 2:01,95 | 7.      |

### Zapasy
Mężczyźni – styl wolny
| Zawodnik    | Konkurencja | Runda 1            | Runda 2          | Runda 3          | Runda 4          | Runda 5          | Runda 6          | Finał            | Finał   |
| Zawodnik    | Konkurencja | Przeciwnik Wynik   | Przeciwnik Wynik | Przeciwnik Wynik | Przeciwnik Wynik | Przeciwnik Wynik | Przeciwnik Wynik | Przeciwnik Wynik | Pozycja |
| ----------- | ----------- | ------------------ | ---------------- | ---------------- | ---------------- | ---------------- | ---------------- | ---------------- | ------- |
| Marco Terán | 62 kg       | Toulotte P TF/5:47 | Jankow P DQ/7:35 | NQ               | NQ               | NQ               | NQ               | NQ               | AC      |